# Ivan Ranđelović
Ivan Ranđelović (ur. 24 grudnia 1974 w Niszu) – serbski piłkarz grający na pozycji bramkarza.
W trakcie kariery był piłkarzem następujących klubów: Radnički Nisz, Zvezdara Belgrad, UD Las Palmas, FK Milicionar i FK Crvena zvezda. Z tym ostatnim w sezonie 2006/2007 zdobył mistrzostwo Serbii.
1 stycznia 2022 został trenerem bramkarzy w reprezentacji Chin do lat 23.